# Куркино (Тульская область)
Ку́ркино — поселок городского типа, административный центр Куркинского района Тульской области России. Образует городское поселение рабочий посёлок Куркино.
Население — 5457 чел. (2021).

## География
Расположен на реке Вязовке (вблизи Куркино находится её исток), в 123 км к юго-востоку от Тулы вблизи границы с Данковским районом Липецкой области.
Часовой пояс
Посёлок Куркино, как и вся  Тульская область, находится в часовой зоне МСК (московское время). Смещение применяемого времени относительно UTC составляет +3:00.

## История
Село Куркино было образовано как пограничный пункт (сторожа) Данковского уезда на истоке реки Вязовни (так тогда называли современную реку Вязовку, правый приток Дона) во второй половине XVI века (в 1595 году). К концу XIX века Куркино — крупное торговое село на Елецко-Епифанском тракте. В 1899 рядом с Куркино прошла линия Данков — Смоленск Рязано-Уральской железной дороги, была построена станция
Куркино, переименованная в 1911 году в Куликово Поле.
В 1924 году Куркино стало центром Куркинского района (прежде — центр Куркинской волости). В 1962 году статус райцентра утратило, затем восстановило в 1965 году.
Статус посёлка городского типа — с 1968 года.
В 2009 году из части р. п. Куркино образован сельский населенный пункт посёлок Самарский и передан в подчинение Куркинского района.

## Население
| 1939  | 1959  | 1970  | 1979  | 1989  | 2002  | 2009  | 2010  | 2012  |
| ----- | ----- | ----- | ----- | ----- | ----- | ----- | ----- | ----- |
| 3253  | ↘2078 | ↗5650 | ↗6434 | ↗6991 | ↘6117 | ↘5474 | ↘5411 | ↘5245 |
| 2013  | 2014  | 2015  | 2016  | 2017  | 2018  | 2019  | 2020  | 2021  |
| ↘5128 | ↘5067 | ↗5113 | ↘5099 | ↘5036 | ↘4974 | ↘4958 | ↘4886 | ↗5457 |

Национальный состав
По итогам переписи населения 2020 года проживали следующие национальности (национальности менее 0,1 % и другое см. в сноске к строке «Другие»):
| Национальность | Численность, чел. | Доля     |
| -------------- | ----------------- | -------- |
| Русские        | 5068              | 92,87 %  |
| Армяне         | 79                | 1,45 %   |
| Азербайджанцы  | 47                | 0,86 %   |
| Таджики        | 35                | 0,64 %   |
| Украинцы       | 20                | 0,37 %   |
| Ингуши         | 13                | 0,24 %   |
| Узбеки         | 12                | 0,22 %   |
| Молдаване      | 7                 | 0,13 %   |
| Другие         | 176               | 3,22 %   |
| Итого          | 5457              | 100,00 % |

## Экономика
Экономическая активность в Куркино и районе в основном связана с обработкой сельскохозяйственного сырья. Основные предприятия: спиртовой завод (на 2010 год не функционировал), хлебозавод, инкубаторно-птицеводческая станция (на 2011 год не функционировала), кондитерская фабрика «Тореро», а также ООО «Прощеный колодец» производящей продукцию из мяса дичи под маркой «Лесная диковинка».

## Транспорт
Конечная железнодорожная станция Куликово Поле (грузовая) на ветке от станции Лев Толстой (Куркино находится на окраине Куликова поля). До 2000-х годов железная дорога в Куркино не заканчивалась, продолжаясь до станции Волово (посёлок Волово); движение на данном участке было закрыто ещё в 1995 году.

## Культура
В Куркино работают 4 учреждения культуры: МКУК Куркинский центр культуры (структурные подразделения Куркинский РДК, парк культуры и отдыха, 3D-кинозал), МКУК Куркинская централизованная библиотечная система (включает районную библиотеку и 11 сельских филиалов), МОУДОД «Куркинская детская школа искусств» и МУК «Куркинский краеведческий музей», открытый в 2000 г. В музее действуют два зала: зал военной истории края и зал истории и этнографии.
В Куркино расположена братская могила воинов, погибших в годы Великой Отечественной войны при защите Куркинского района и Куликова поля. На аллее героев у здания Куркинского РДК установлены памятные доски землякам — Героям Советского Союза.
В 1891—1893 годы Куркино посещал Л. Н. Толстой. В настоящее время сохранились здания бывшей земской управы, где Толстой вёл прием жителей посёлка, и железнодорожного вокзала, где останавливался траурный поезд с прахом писателя, следовавший в Ясную Поляну.
В Куркино расположен православный храм Иоанна Богослова.
В 20 км от посёлка по автодороге Куркино — Кимовск расположен Государственный военно-исторический и Государственный музей-заповедник «Куликово поле».